# مزرعه حسین تقی‌زاده
مزرعه حسین تقی‌زاده یک منطقهٔ مسکونی در ایران است که در دهستان گل‌برنجی واقع شده‌است.